# Monte Iturritxualde
El monte Iturritxualde (también llamado monte Avril) se encuentra en la sierra de Ganguren. Tiene 386 metros de altura. Esta montaña se divide entre Bilbao y Valle de Asúa, y se extiende a los municipios de Bilbao y Zamudio.

## El nombre
En nombre monte Avril se lo debe al general francés Jean-Jacques Avril que fue gobernador de Bilbao.